# 사카이 다다타카 (1648년)

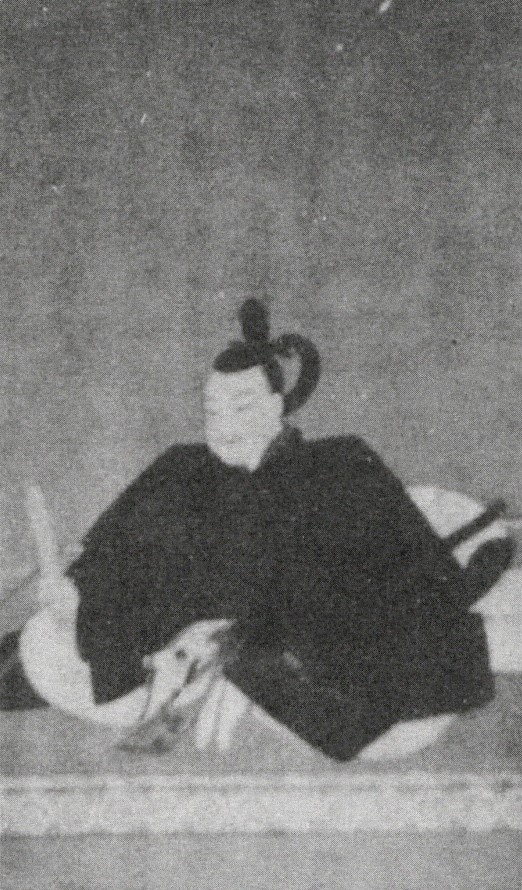
사카이 다다타카

사카이 다다타카(일본어: 酒井忠挙, 게이안 원년 음력 3월 7일(1648년 4월 29일) ~ 교호 5년 음력 11월 13일(1720년 12월 12일))는 에도 시대 전기의 후다이 다이묘이다. 고즈케 우마야바시번 제5대 번주를 지냈다. 에도 막부에선 소샤반 겸 사사봉행, 후에 대유수거를 맡았다. 도쿠가와 요시무네 시대에는 노중과 대등한 위치에서 중용되었다. 우타노카미계 사카이씨 종가 제5대 당주.

## 같이 보기
- 마쓰다이라 사다쓰나 - 다다타카의 장인
- 마쓰다이라 노부쓰네
- 도코 신에쓰

| 전임 사카이 다다키요 | 제5대 우마야바시번 번주 (사카이가 우타노카미계 종가) 1681년 ~ 1707년 | 후임 사카이 다다미 |